# Quassia schweinfurthii
Quassia schweinfurthii är en bittervedsväxtart som först beskrevs av Daniel Oliver, och fick sitt nu gällande namn av Nooteboom. Quassia schweinfurthii ingår i släktet Quassia och familjen bittervedsväxter. Inga underarter finns listade i Catalogue of Life.